# ビリー・デーヴィス
ビリー・デーヴィス（Billy Dardis、1995年1月31日 - ）は、アイルランドのラグビー選手。

## プロフィール
- アイルランド・ダブリン出身[1]。
- ポジションはフルバック(FB)。
- 身長 177cm、体重 85kg
- U20アイルランド代表に選ばれたことがある[2]。

## 略歴
2016年、レンスターに加入。 
2021年、東京五輪の7人制アイルランド代表に選ばれた。